# Mossaholmarna (sydöst om Kasnäs, Kimitoön)
Mossaholmarna är en ö i Finland. Den ligger i Skärgårdshavet sydöst om Kasnäs i kommunen Kimitoön i den ekonomiska regionen  Åboland i landskapet Egentliga Finland, i den sydvästra delen av landet. Ön ligger omkring 61 kilometer söder om Åbo och omkring 140 kilometer väster om Helsingfors.
Öns area är 4,3 hektar och dess största längd är 340 meter i nord-sydlig riktning. Ön höjer sig omkring 15 meter över havsytan.